# Campionati europei di pentathlon moderno 2012
I campionati europei di pentathlon moderno 2012 sono stati la 21ª edizione della competizione. Si sono svolti dal 4 al 10 luglio 2012 a Sofia, in Bulgaria.

## Programma
| Data      | Evento                               |
| --------- | ------------------------------------ |
| 4 luglio  | Qualificazione individuale femminile |
| 5 luglio  | Qualificazione individuale maschile  |
| 6 luglio  | Finale individuale femminile         |
| 7 luglio  | Finale individuale maschile          |
| 8 luglio  | Staffetta mista                      |
| 9 luglio  | Staffetta femminile                  |
| 10 luglio | Staffetta maschile                   |

## Podi

### Maschili
| Evento              | Oro                                                  | Punteggio | Argento                                                           | Punteggio | Bronzo                                                       | Punteggio |
| Individuale         | Riccardo De Luca                                     | 5.888     | Róbert Kasza                                                      | 5.836     | Bence Demeter                                                | 5.824     |
| A squadre           | Russia Il'ja Frolov Aleksandr Lesun Andrej Moiseev   | 17.280    | Ungheria Bence Demeter Róbert Kasza Ádám Marosi                   | 17.232    | Rep. Ceca Jan Kuf Michal Michalík Michal Sedlecký            | 16.800    |
| Staffetta a squadre | Russia Il'ja Frolov Sergej Karjakin Aleksandr Savkin | 6.304     | Ucraina Pavlo Kyrpuljans'kyj Ruslan Nakonečnyj Oleksandr Mordasov | 6.228     | Bielorussia Michail Micik Aljaksandr Vasilionak Raman Pinčuk | 6.156     |

### Femminili
| Evento              | Oro                                                              | Punteggio | Argento                                                           | Punteggio | Bronzo                                                | Punteggio |
| Individuale         | Laura Asadauskaitė                                               | 5.468     | Iryna Chochlova                                                   | 5.452     | Hanna Burjak                                          | 5.400     |
| A squadre           | Russia Evdokija Grečišnikova Ekaterina Churašina Donata Rimšaitė | 15.936    | Gran Bretagna Katy Burke Heather Fell Freyja Prentice             | 15.804    | Ungheria Leila Gyenesei Sarolta Kovács Adrienn Tóth   | 15.788    |
| Staffetta a squadre | Russia Donata Rimšaitė Anna Savčenko Svetlana Lebedeva           | 5.338     | Polonia Sylwia Gawlikowska Katarzyna Wójcik Aleksandra Skarżyńska | 5.276     | Gran Bretagna Freyja Prentice Heather Fell Katy Burke | 5.182     |

### Misti
| Evento          | Oro                                                  | Punteggio | Argento                                       | Punteggio | Bronzo                                  | Punteggio |
| Staffetta mista | Bielorussia Anastasija Prakapenka Michail Prakapenka | 5.936     | Lituania Laura Asadauskaitė Justinas Kinderis | 5.936     | Rep. Ceca Natalie Dianová David Svoboda | 5.896     |

## Medagliere
| Pos.   | Paese         | Oro | Argento | Bronzo | Totale |
| ------ | ------------- | --- | ------- | ------ | ------ |
| 1      | Russia        | 4   | 0       | 0      | 4      |
| 2      | Lituania      | 1   | 1       | 0      | 2      |
| 3      | Bielorussia   | 1   | 0       | 1      | 2      |
| 4      | Italia        | 1   | 0       | 0      | 1      |
| 5      | Ungheria      | 0   | 2       | 2      | 4      |
| 6      | Ucraina       | 0   | 2       | 1      | 3      |
| 7      | Gran Bretagna | 0   | 1       | 1      | 2      |
| 8      | Polonia       | 0   | 1       | 0      | 1      |
| 9      | Rep. Ceca     | 0   | 0       | 2      | 2      |
| Totale | Totale        | 7   | 7       | 7      | 21     |